# Fokalor
Fokalor – w tradycji okultystycznej czterdziesty pierwszy duch Goecji. Znany również pod imionami Focalor, Forkalor, Furkalor, Forcalor i Furcalor. Jest potężnym i silnym księciem, a według Dictionnaire Infernal generałem piekła. Rozporządza 3 albo 30 legionami duchów. Należał kiedyś do Chóru Tronów (zob. upadły anioł). Wierzy w powrót do nieba (na siódmy tron) w przeciągu tysiąca lat. 

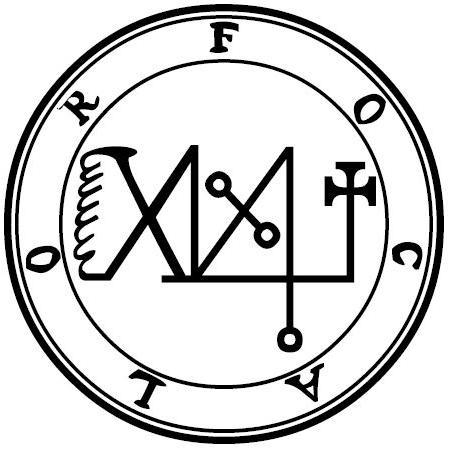
Pieczęć Fokalora według Goecji Crowleya i Mathersa.

## Wdemonologii
By go przywołać i podporządkować, potrzebna jest jego pieczęć, która według Goecji powinna być zrobiona z miedzi.
Posiada władzę nad wodą i wiatrem. Zabija ludzi i rzuca ich w fale, przewraca okręty. Przyzywający może mu zakazać złego postępowania jednakże podporządkowuje się opornie.
Wezwany ukazuje się pod postacią człowieka ze skrzydłami gryfa, a w niektórych wersjach sępa.

## Wkulturze masowej
- Pojawia się  w książce Umberta Eco Imię róży, powołuje się na niego Remigiusz z Varagine[1].
- W grze Genshin Impact pojawia się jako Hydro Archon regionu Fontaine, pod imieniem Focalors.[2]